# Богљарка
Богљарка (слч. Bogliarka) насељено је мјесто са административним статусом сеоске општине (слч. obec) у округу Бардјејов, у Прешовском крају, Словачка Република.

## Становништво
| Година:    | 1994. | 2004.    | 2014.    | 2024.    |
| ---------- | ----- | -------- | -------- | -------- |
| Број људи: | 172   | 154      | 123      | 102      |
| Разлика:   |       | -10,46 % | -20,12 % | -17,07 % |

| Година:    | 2023. | 2024.   |
| ---------- | ----- | ------- |
| Број људи: | 98    | 102     |
| Разлика:   |       | +4,08 % |

Према подацима о броју становника из 2024. године насеље је имало 102 становника.